# 异鳞肋毛蕨
异鳞肋毛蕨（学名：Ctenitis heterolaena）为叉蕨科肋毛蕨属下的一个种。

## 扩展阅读
- 維基物種上的相關：异鳞肋毛蕨